# Кованова, Баира Сергеевна
Баира Сергеевна Кованова (род. 12 мая 1987, Элиста) — российская шахматистка, гроссмейстер (2007) среди женщин.
Чемпионка России (2023), чемпионка России по блицу (2021). Двукратная обладательница Кубка России среди женщин (2021 и 2023). Чемпионка России до 18 лет (2005).
В составе 2-й сборной России участница двух Всемирных детских Олимпиад (1999 и 2000), в составе 3-й сборной России участница женской шахматной олимпиады (2010) в Ханты-Мансийске.
В составе команд СГСЭУ (Саратов) и Югра (Ханты-Мансийск) и участница 9-и Кубков европейских клубов. Выиграла серебряную (2013) и три бронзовые (2012, 2015, 2016) медали в команде, а также три медали в индивидуальном зачёте — две золотые (2007, 2016) и бронзовую (2015), каждый раз на запасной доске.
Участница 8-и личных чемпионатов Европы (2008—2013, 2017—2018), лучший результат показала на чемпионате 2013 года в Белграде, заняв 11-е место среди 169 участников. Победительница международных турниров: два мемориала Панченко (2021, 2022), Moscow Open (2023).

## Изменения рейтинга
| Графики недоступны из-за технических проблем. См. информацию на Фабрикаторе и на mediawiki.org. |